# 中国東北料理
東北料理（とうほくりょうり）は中国東北部の郷土料理である。遼寧省、吉林省、黒竜江省に加えて内モンゴル自治区東部で食されている料理を含める。

## 概要
東北料理は中華人民共和国内では「田舎料理」ととらえられていることが多い。しかしながら、マイナスのイメージだけではなく「かつての中国の農村」に対する郷愁を呼び起こすものとされ、そのイメージを売りにした東北人家（ドンペイレンジア）という外食チェーン店が各地にある。店内の内装は農村の家屋を模したレトロ調で赤色や緑色といった派手な原色ののれんと吊るした唐辛子が店の外に飾られる。料理は煮込み料理や羊肉の串焼きをメインとしている。

## 特徴
この地方は厳寒な気候であるため、鍋料理や煮込み料理が多く、味付けは濃いめで塩気も強い。ニンニクが多用され、甘さはひかえめ。野菜があまり採れないので、肉料理が豊富になっている。
主食はトウモロコシ、餃子、饅頭（蒸しパン）であり、酸菜というハクサイの漬物もよく食材として使われる。
少数民族も多く、羊肉をよく使うモンゴル族の料理、吉林省延辺朝鮮族自治州に住む朝鮮族の料理、黒竜江省ハルビン市は歴史的にロシア料理の影響を受けており、これらの食文化が融合したものが東北料理と言うこともできる。
遼寧省大連市は19世紀に山東省から移住してきた人も多く、黄海に面していることもあり、山東料理を土台とした海鮮料理でも知られる。大連市の海鮮料理には日本料理の影響を受けたものもある。

### 燉
燉（ドゥン）は、東北料理によくみられる調理法。とろ火で煮込む料理法である。

## 代表的な料理
- 麻辣火鍋[1]
- 東北乱燉[4] - 豚角煮とジャガイモの煮込み。
- 地三鮮[5][6]
- 鉄鍋燉[7]

## 日本における東北料理
中国東北部は日本への留学生も多く、そういった留学生をターゲットとした東北料理店が池袋駅西口（北）の中華街に多い。2020年頃から池袋以外でも東北料理店が増えており、2025年時点での東京都内でのガチ中華系の店舗では東北料理の店舗数が最も多いと推測されている。
京阪神にも訪日者が開いた個人店が成功していることで、成功者を頼って訪日者が増え、東北料理店が増加している。